# سونيك رش أدفنشر
سونيك رش أدفنشر (بالإنجليزية: Sonic Rush Adventure)، هي لعبة فيديو يابانية، وهي من تطوير شركة دميز، ومن نشر سيغا، صدرت اللعبة في السوق سنة 2007، وتعمل على منصة نينتندو دي إس الحصرية.